# Batalla de Veranos
La Batalla de Veranos tuvo lugar el 10 de enero de 1865.

## Batalla
Alrededor de 2500 franceses se encontraban en Veranos con grandes cantidades de mercancías. Unos 100 guerrilleros del general Corona lograron escabullirse el día 9 y quitarles 600 acémilas. Entonces los franceses se movieron de Veranos a Siqueiros pero dejaron a 150 soldados del 7.o batallón de cazadores de Vincennes custodiando las mercancías que no se habían podido llevar.
Corona decide que es el momento de atacar y con 600 soldados lo hace con tal violencia que los derrota por completo. Alrededor de 60 prisioneros quedaron en su poder. Considerando que para cuidar a esos 60 hombres tendría que ocupar a 200, que el general Castagny no lo iba a dejar en paz hasta quitárselos y que los franceses habían fusilado a todos los mexicanos capturados en la Batalla del espinazo del diablo días atrás, decide ahorcarlos para que sirvieran como escarmiento.